# Sel d'aspartame-acésulfame
Le sel d'aspartame-acésulfame est un édulcorant artificiel non calorigène, également connu sous le nom commercial « Twinsweet ». Ce sel est produit à partir de deux édulcorants : l'aspartame et l'acésulfame K. Il possède un pouvoir sucrant 350 fois plus élevé que le sucre (saccharose). Il est également connu sous le numéro E (code des additifs) E962. Il ne favorise pas la formation de carie dentaire.

## Histoire
La découverte du sel d'aspartame-acésulfame revient à l'entreprise hollandaise Holland Sweetener Company (HSC) basée à Maastricht, issue d'un partenariat entre DSM et Tosoh (entreprise japonaise). La découverte remonte à 1995 lors de recherches sur des dérivés de l'aspartame par J.C. Fry et J. Van Soolingen. Ce nouvel édulcorant est commercialisé sous la marque « Twinsweet ».
En 2000, le Comité mixte FAO-OMS d'experts des additifs alimentaires (JECFA) a conclu que la dose journalière admissible (DJA) était déjà couverte par celles de l'aspartame et de l'acésulfame K.
En 2003, la directive 2003/115/CE autorise ce nouvel édulcorant intense dont l'innocuité a été établie par le Comité scientifique de l'alimentation humaine dès mars 2000. « Twinsweet » est lancé la même année en Europe.
En 2006, HSC a arrêté la commercialisation de l'aspartame et de Twinsweet car le marché n'était plus rentable. L'avenir du sel d'aspartame-acésulfame est incertain car HSC détient le brevet depuis 1996.

## Propriétés
Le sel d'aspartame-acésulfame est un solide blanc inodore et non-hygroscopique.
Le sel d'aspartame-acésulfame est faiblement soluble dans l'eau (2,75 % à 21 °C), légèrement soluble dans l'éthanol. Cependant il se dissout plus vite que l'aspartame seul.

### Propriétés édulcorantes
Le ratio aspartame-acésulfame en poids est le ratio équimolaire qui produit la sensation sucrée la plus intense par synergie. Le pouvoir sucrant est de 350 fois plus sucré que le saccharose (à masse égale) lorsqu'il est évalué dans l'eau et de 400 à pH de 3,2.

## Utilisation
En Europe, son utilisation est possible dans une liste large de produits alimentaires tels que les boissons, les desserts lactés et les confiseries.

### Réglementation
En Europe, les doses maximales d'emploi pour le sel d'aspartame-acésulfame sont dérivées des doses maximales d'emploi de ses deux éléments constitutifs, l'aspartame (E951) et l'acésulfame K (E950).
Les produits contenant le sel d'aspartame-acésulfame doivent porter la mention suivante : « contient une source de phénylalanine ».
Il est autorisé aux États-Unis, en Chine, en Russie, en Australie et en Nouvelle-Zélande.

## Production
Le sel d'aspartame-acésulfame est préparé en chauffant une solution en milieu acide d'un mélange d'aspartame et d'acésulfame K dans une proportion de 2:1 environ (en masse). Après cristallisation, l'excès et l'eau sont éliminés. La composition finale est celle comprenant de 63 à 66 % d'aspartame et de 34 à 37 % d'acésulfame (forme acide sur base sèche).